# Astropecten pugnax
Astropecten pugnax är en sjöstjärneart som beskrevs av Jean Baptiste François René Koehler 1910. Astropecten pugnax ingår i släktet Astropecten och familjen kamsjöstjärnor. Inga underarter finns listade i Catalogue of Life.